# MetallRente

Das Logo der MetallRente GmbH

MetallRente ist ein Versorgungswerk für die Beschäftigten der Metall- und Elektroindustrie und angeschlossener Branchen. Die Versorgungseinrichtung wurde 2001 von den Tarifvertragsparteien der Metall- und Elektroindustrie, IG Metall und Gesamtmetall, zur Bereitstellung von tarifvertragskonformen Produkten für die betriebliche Altersversorgung gegründet. Daneben bietet sie die Altersversorgung über die Riester-Förderung gemäß § 10a, § 82 EStG und Produkte der berufsbegleitenden Berufsunfähigkeits- und Erwerbsunfähigkeitsversicherung, die Absicherung von Grundfähigkeiten sowie Pflegevorsorge an.
Die Leistungen des Versorgungswerkes stehen den Angehörigen von etwa 50.000 Unternehmen zur Verfügung (Stand 31. Januar 2022). Der Gesamtbestand von MetallRente umfasst etwa 1 Million Verträge zur kapitalgedeckten Altersvorsorge und zur Arbeitskraftabsicherung (Stand 31. Januar 2022). Nach eigenen Angaben ist MetallRente damit das größte Branchenversorgungswerk Deutschlands.
Seit 1. Januar 2022 bilden Hansjörg Müllerleile und Kerstin Schminke gemeinsam die Geschäftsführung der MetallRente GmbH.

## Rolle und Funktion
Neben kapitalgedeckten Vorsorgelösungen erfüllt MetallRente die Anforderungen der Tarifverträge zur Entgeltumwandlung (EUW) und über Altersvorsorgewirksame Leistungen für die Beschäftigten der Metall- und Elektroindustrie sowie angeschlossener Branchen durch die Bereitstellung tarifvertragskonformer Vorsorgeprodukte.
Angeschlossen sind zudem Unternehmen und Verbände, die nicht der Metall- und Elektroindustrie angehören, etwa Branchen der Holz- und Kunststoffverarbeitung, IT, der Textil- und Bekleidungsindustrie sowie der Stahlindustrie. Auch Handwerksbetriebe finden sich im Versorgungswerk wieder.

## Struktur und Gremien
Die Interessen der als GmbH geführten MetallRente vertreten die beiden Tarifparteien, die Industriegewerkschaft Metall und der Arbeitgeberverband Gesamtmetall, die zu gleichen Teilen als Gesellschafter beteiligt sind. Organe der Gesellschaft sind die Gesellschafterversammlung und die Geschäftsführung. Gremien wie der Beirat und der Kapitalanlageausschuss unterstützen das Versorgungswerk bei Fragen der Angebotsgestaltung und der Kapitalanlage.

## Geschichte der MetallRente
Zum 1. Januar 2002 wurde der Entgeltumwandlungsanspruch in das Betriebsrentengesetz eingeführt, § 1a BetrAVG. Gemäß § 17 BetrAVG steht dieser unter dem Vorbehalt der zuständigen Tarifvertragsparteien. Auf Grundlage der Gesetzesreform am 4. September 2001 verständigten sie sich darauf, eine gemeinsame Einrichtung zu gründen und vereinbarten einen Tarifvertrag für die Entgeltumwandlungsmöglichkeit tariflicher Entgelte. Die Gründung des gemeinsamen Versorgungswerks erfolgte am 29. Oktober 2001. Im Dezember 2001 kam zudem ein Rahmenvertrag über die Zusammenarbeit mit konsortial verbundenen Versicherungsunternehmen zur Bereitstellung von Vorsorgelösungen der betrieblichen Altersversorgung.
Am 22. April 2006 schlossen IG Metall und Gesamtmetall den Tarifvertrag über altersvorsorgewirksame Leistungen (AVWL) ab, der die bestehenden tarifvertraglichen Ansprüche auf vermögenswirksame Leistungen in das Altersvorsorgesparen umlenkte.
Heute sind folgende Versicherungsunternehmen Konsortialpartner des Versorgungswerks MetallRente: Allianz, ERGO, R+V Versicherung, Swiss Life und Versicherungskammer Bayern. In der betrieblichen Altersversorgung ist die Allianz federführend, bezüglich privater Angebote zur Arbeitskraftabsicherung und der zusätzlichen Pflegeversicherung, die Swiss Life.

## Vorsorgeangebote
Das Versorgungswerk MetallRente bietet Unternehmen und Beschäftigten verschiedene Möglichkeiten arbeitnehmer- und/oder arbeitgeberfinanzierter betrieblicher Altersversorgung sowie Bausteine zur Absicherung von Berufsunfähigkeitsrisiken, von Grundfähigkeiten und des Hinterbliebenenschutzes.
In diesem speziellen Rahmen der MetallRente (Stand 2021) werden im Einzelnen angeboten:
- die betriebliche Altersvorsorge als Ergänzung der gesetzlichen Rente
- die Riester-Rente
- eine private Grundfähigkeitsversicherung
- eine private Berufsunfähigkeitsversicherung
- eine private Erwerbsminderungsrente
- eine private Pflegerentenversicherung.[8]

## Engagement
MetallRente hat sich verschiedenen Initiativen angeschlossen: UN-PRI (Prinzipien der Vereinten Nationen für verantwortungsbewusstes Investment; seit 2012), der Initiative Carbon Disclosure Project (CDP; seit Juni 2010), dem Verein B.A.U.M. (Bundesdeutsche Arbeitskreis für Umweltbewusstes Management e. V.; seit 2009) und dem ddn (Demographie Netzwerk e. V.; seit 2009).